# Lakako erreka
Le Lakako erreka est un cours d'eau du Pays basque français, dans le département des Pyrénées-Atlantiques. C'est un affluent en rive droite de la Nive, donc un sous-affluent de l'Adour. Il draine la plaine d’Ossès.

## Géographie
La longueur de son cours d'eau est de 20,5 km.
Il prend sa source sur la commune d'Ainhice-Mongelos, à l'altitude 355 mètres, près du Pagaburu (543 m), collecte les eaux au sud de Suhescun puis irrigue Irissarry et Ossès avant de rejoindre la Nive. La confluence se situe entre les communes de Ossès et Saint-Martin-d'Arrossa, à l'altitude 97 mètres, avant la centrale électrique sur une île de la Nive et l'embarcadère de rafting dans un méandre de la Nive à 1 km plus bas.

## Département, communes et cantons traversés
Dans le seul département des Pyrénées-Atlantiques, le Lakako erreka traverse 5 communes et 3 cantons dans le sens amont vers aval : Ainhice-Mongelos (source), Suhescun, Irissarry, Ossès et Saint-Martin-d'Arrossa (confluence).
Soit en termes de cantons, le Lakako Erreka prend sa source dans le canton de Saint-Jean-Pied-de-Port, traverse le canton d'Iholdy et conflue sur le canton de Saint-Étienne-de-Baïgorry.

## Affluents
Les principaux affluents du Lakako Erreka sont :
N.B. les contributeurs référencés sont ceux dont la longueur est mentionnée.
Abréviations : (G) ou (rg) Affluent rive gauche ; (D) ou (rd) Affluent rive droite ; (CP) Cours principal, signale le nom donné à une partie du cours d'eau prise en compte dans le calcul de sa longueur.
zone amont :
- (CP) Uhaldeko erreka, d'Ainhice-Mongelos
  - (G) Herriestako erreka
  - (D) Urritxarteko erreka séparant Irissarry et Suhescun
  - (D) Basarrietako erreka, d'Iholdy
- (G) Oïhanhandiko erreka, 4,5 km sur la seule commune d'Irissarry.
- (D) Gatharriko erreka, 6 km, du Soïlando Txipi, les communes d'Hélette et Irissarry.
  - (D) Ithurraldeko erreka (cours principal ?)
  - (G) Baleslaeneko erreka
  - (G) Larhaneko ura
    - (G) Hegiluxeko erreka

  - (G) Zazpi ithurri, du Moane
    - (G) Unikotegiko erreka

  - (G) Ur zabala ou Samauko erreka, du Moane
    - (D) Matxumaldako erreka

zone aval :
- (D) Elhurreko erreka ou Elbarré, 5,6 km, de l'Erregelu à la limite des communes d'Irissarry et d’Ossès.
  - (G) Arberako erreka
- (D) Otsalarreko erreka, 1,9 km sur la seule commune d'Ossès
- (D) Saltrako erreka, 2 km
- (D) Eluetako erreka, 4,2 km, du Baïgura (sur la commune d'Ossès).
- (G) Bordegiko erreka, 3,3 km, de l'Antzaramendi